# Präsidentschafts- und Parlamentswahl in Ecuador 2013
Die Präsidentschafts- und Parlamentswahl in Ecuador 2013 fand am 17. Februar statt. Bei ihr wurden der Präsident der Republik und die Mitglieder der Nationalversammlung gewählt.
Rund 11,6 Millionen Wahlberechtigte waren verpflichtet neben dem Präsidenten auch den Vizepräsident und das Parlament zu wählen. Ein potenzieller zweiter Wahlgang bei der Präsidentschaftswahl am 7. April war nicht erforderlich, da bereits in der ersten Runde ein Kandidat die absolute Mehrheit erreicht hat.

## Kandidaten
Bei der Wahl sind acht Kandidaten angetreten. Die Wiederwahl des amtierenden Staatschefs Rafael Correa und seiner Partei Movimiento PAÍS galt schon am Anfang als sehr wahrscheinlich. Andere Kandidaten sind Guillermo Lasso (Creando Oportunidades), Lucio Gutiérrez (Partido Sociedad Patriótica), Alberto Acosta (Pachakutik), Norman Wray (Ruptura 25), Nelson Zavala (Partido Roldosista Ecuatoriano), Mauricio Rodas (SUMA) und Álvaro Noboa (Partido Renovador Institucional Acción Nacional).

## Ergebnis der Präsidentschaftswahl
| Kandidaten                                                   | Kandidaten            | Parteien                                            | Stimmen    | %    |
| ------------------------------------------------------------ | --------------------- | --------------------------------------------------- | ---------- | ---- |
|                                                              | Rafael Correa         | Alianza PAÍS                                        | 4.918.482  | 57,2 |
|                                                              | Guillermo Lasso       | Creando Oportunidades                               | 1.951.102  | 22,7 |
|                                                              | Lucio Gutiérrez       | Partido Sociedad Patriótica                         | 578.875    | 6,7  |
|                                                              | Mauricio Rodas        | Movimiento SUMA                                     | 335.532    | 3,9  |
|                                                              | Álvaro Noboa          | Partido Renovador Institucional Acción Nacional     | 319.956    | 3,7  |
|                                                              | Alberto Acosta        | Unidad Plurinacional de las Izquierdas (MDP – MUPP) | 280.539    | 3,3  |
|                                                              | Norman Wray           | Ruptura 25                                          | 112.525    | 1,3  |
|                                                              | Nelson Zavala         | Partido Roldosista Ecuatoriano                      | 105.592    | 1,2  |
| Gesamt                                                       | Gesamt                | Gesamt                                              | 8.602.603  | 100  |
|                                                              |                       |                                                     |            |      |
| Leere Stimmzettel                                            | Leere Stimmzettel     | Leere Stimmzettel                                   | 179.230    | 1,9  |
| Ungültige Stimmzettel                                        | Ungültige Stimmzettel | Ungültige Stimmzettel                               | 684.027    | 7,2  |
| Wähler                                                       | Wähler                | Wähler                                              | 9.465.860  | 81,1 |
| Wahlberechtigte                                              | Wahlberechtigte       | Wahlberechtigte                                     | 11.666.478 |      |
|                                                              |                       |                                                     |            |      |
| Quelle: CNE, Elecciones presidenciales del Ecuador 1948–2017 |                       |                                                     |            |      |

## Ergebnis der Wahlen zum Nationalkongress
Nach den gleichzeitig stattfindenden Parlamentswahlen ergibt sich die folgende Sitzverteilung im Nationalkongress:
- PAÍS: 100
- CREO: 11
- PSC: 6
- PSP: 5
- Pachakutik: 5
- Avanza: 5
- Sonst.: 5

| Partei                               | Partei                                                 | Stimmen *  | %     | Sitze | %    | Sitze 2009 |
| ------------------------------------ | ------------------------------------------------------ | ---------- | ----- | ----- | ---- | ---------- |
|                                      | Alianza PAIS                                           | 45.917.307 | 52,31 | 100   | 69,5 | 59         |
|                                      | Creando Oportunidades (CREO)                           | 10.027.470 | 11,42 | 11    | 9,2  | 0          |
|                                      | Partido Social Cristiano (PSC)                         | 7.864.931  | 8,96  | 6     | 4,6  | 4          |
|                                      | Partido Sociedad Patriótica (PSP)                      | 4.953.262  | 5,64  | 5     | 4,6  | 19         |
|                                      | Pachakutik                                             | 4.149.243  | 4,73  | 5     | 4,6  | 4          |
|                                      | Avanza                                                 | 2.567.161  | 2,92  | 5     | 3,8  | 0          |
|                                      | Partido Roldosista Ecuatoriano                         | 3.955.483  | 4,51  | 1     | 0,8  | 3          |
|                                      | SUMA                                                   | 2.827.420  | 3,22  | 1     | 0,8  | 0          |
|                                      | Acción Regional por la Equidad (ARE)                   |            |       | 1     | 0,8  | 0          |
|                                      | Integración Democrática de Carchi (IDC)                |            |       | 1     | 0,8  | 0          |
|                                      | Movimiento Peninsular Creyendo en nuestra Gente (MPCG) |            |       | 1     | 0,8  | 0          |
| Andere                               | Andere                                                 | 5.513.529  | 6,28  | 0     | 0,0  | 39         |
| Wähler gesamt*                       | Wähler gesamt*                                         | 9.436.383  | 100   | 137   | 100  | 124        |
| Registrierte Wähler/Wahlbeteiligung: | Registrierte Wähler/Wahlbeteiligung:                   | 11.675.441 | 80,82 |       |      |            |

* Da jeder Wähler mehrere Stimmen abgeben kann, weicht die Anzahl der Stimmen stark von der Anzahl der Wähler ab.